# 강력반 (1996년 드라마)
《강력반》은 1996년 10월 25일부터 1997년 2월 28일까지 방영된 문화방송 주간단막극으로, 《수사반장》 이후 7년 만에 리바이벌된 본격 수사 드라마이다.

## 기획 의도
최근의 범죄 실태와 그 수사과정을추적함으로써 우리의 모습을 돌아보고 정의감과 타인에 대한 배려 등 잃어버린 삶의 미덕을 찾아나선다.

## 등장 인물
- 정보석 : 주우찬 역 - 경찰대 출신 신참 형사
- 김정균 : 윤민수 역 - 경찰대 출신 신참 형사
- 박근형 : 수사반장 역
- 조미령 : 오현주 역 - 제보자, 자유기고가
- 임현식